# IJlst
IJlst (en frison : Drylts) est une petite ville de la commune néerlandaise de Súdwest Fryslân, située dans la province de Frise.

## Géographie
IJlst est située à 5 kilomètres au sud-ouest de la ville de Sneek. Elle est arrosée par les rivières Ee et Geeuw.

## Histoire
IJlst obtient le statut de ville en 1268 et demeure longtemps connue comme une place de commerce et de construction navale. Alors commune indépendante, elle devient en 1984 le chef-lieu de la commune de Wymbritseradiel. Le 1er janvier 2011, celle-ci est supprimée et fusionnée avec Bolsward, Nijefurd, Sneek et Wûnseradiel pour former la nouvelle commune de Súdwest-Fryslân.

## Démographie
Le 1er janvier 2017, la population s'élevait à 3 219 habitants.

## Sport
La ville avait la particularité de se trouver sur le parcours de l'Elfstedentocht, la très populaire course de patinage de vitesse, dont la dernière édition s'est tenue en 1997.

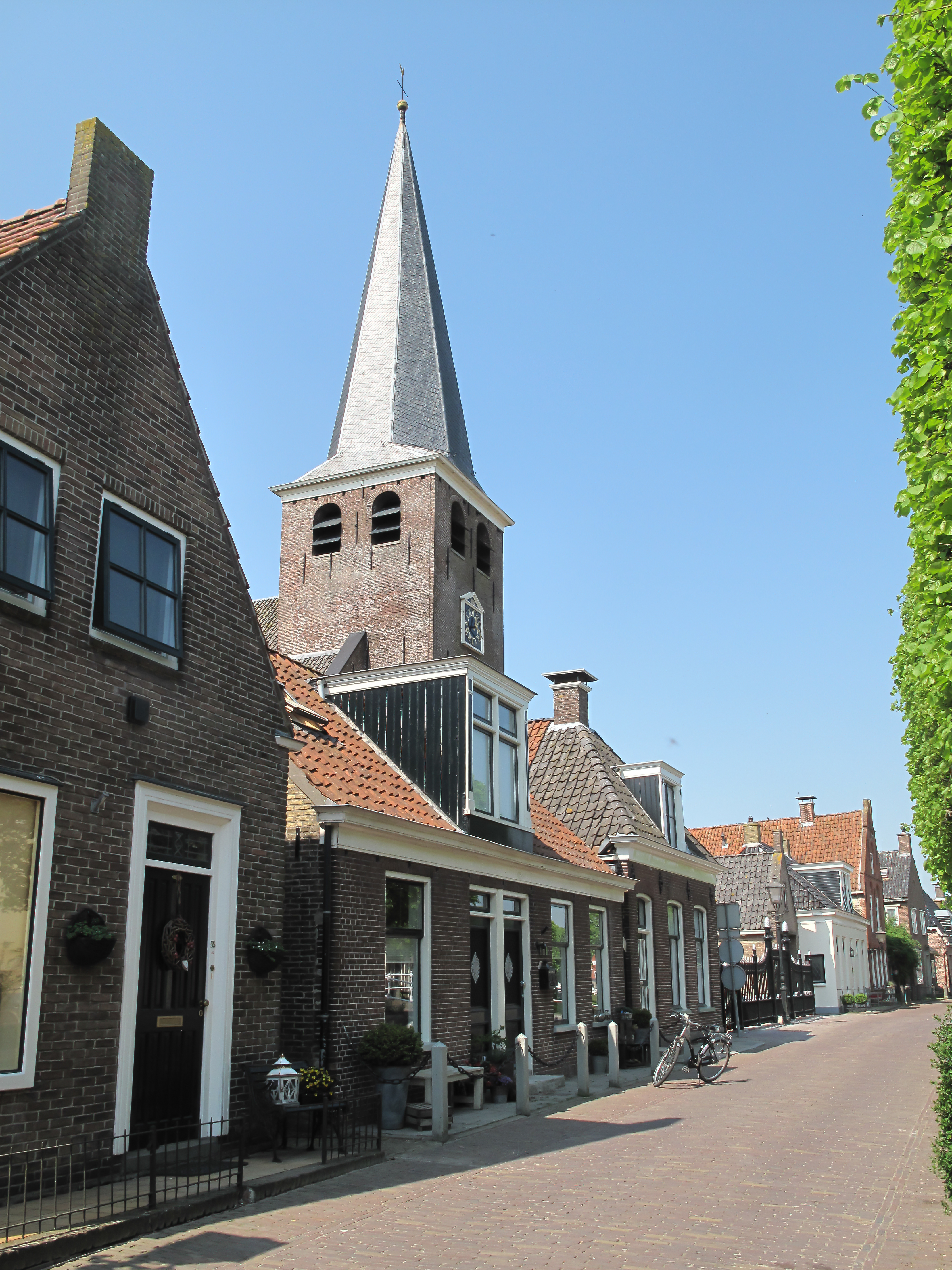
L'église Saint-Maurice

## Personnalités liées à la ville
- Ausonius van Popma (vers 1563 - 1613 ou 1621), juriste et philologue hollandais.
- Anna Raadsveld (1990-), actrice néerlandaise.